# Joan the Woman
Joan the Woman is een Amerikaanse stomme film noir uit 1916.
De film werd geregisseerd door Cecil B. DeMille en was de eerste waarin gebruik werd gemaakt van het Handschiegl Color Process (geafficheerd als het "Wyckoff-DeMille Process"). Het verhaal is slechts een beeldenreeks die handelt over een Brits officier die tijdens de Eerste Wereldoorlog (Bosworth) een droom heeft over het leven van Jeanne d'Arc (Farrar).

## Rolverdeling
| Acteur              | Personage                         |
| ------------------- | --------------------------------- |
| Geraldine Farrar    | Jeanne d'Arc                      |
| Raymond Hatton      | Karel VII                         |
| Wallace Reid        | Eric Trent 1431 / Eric Trent 1917 |
| Horace B. Carpenter | Jacques d'Arc                     |
| Tully Marshall      | L'Oiseleur                        |
| Hobart Bosworth     | Gen. La Hire                      |
| James Neill         | Laxart                            |
| Theodore Roberts    | Cauchon                           |
| Lawrence Peyton     | Gaspard                           |

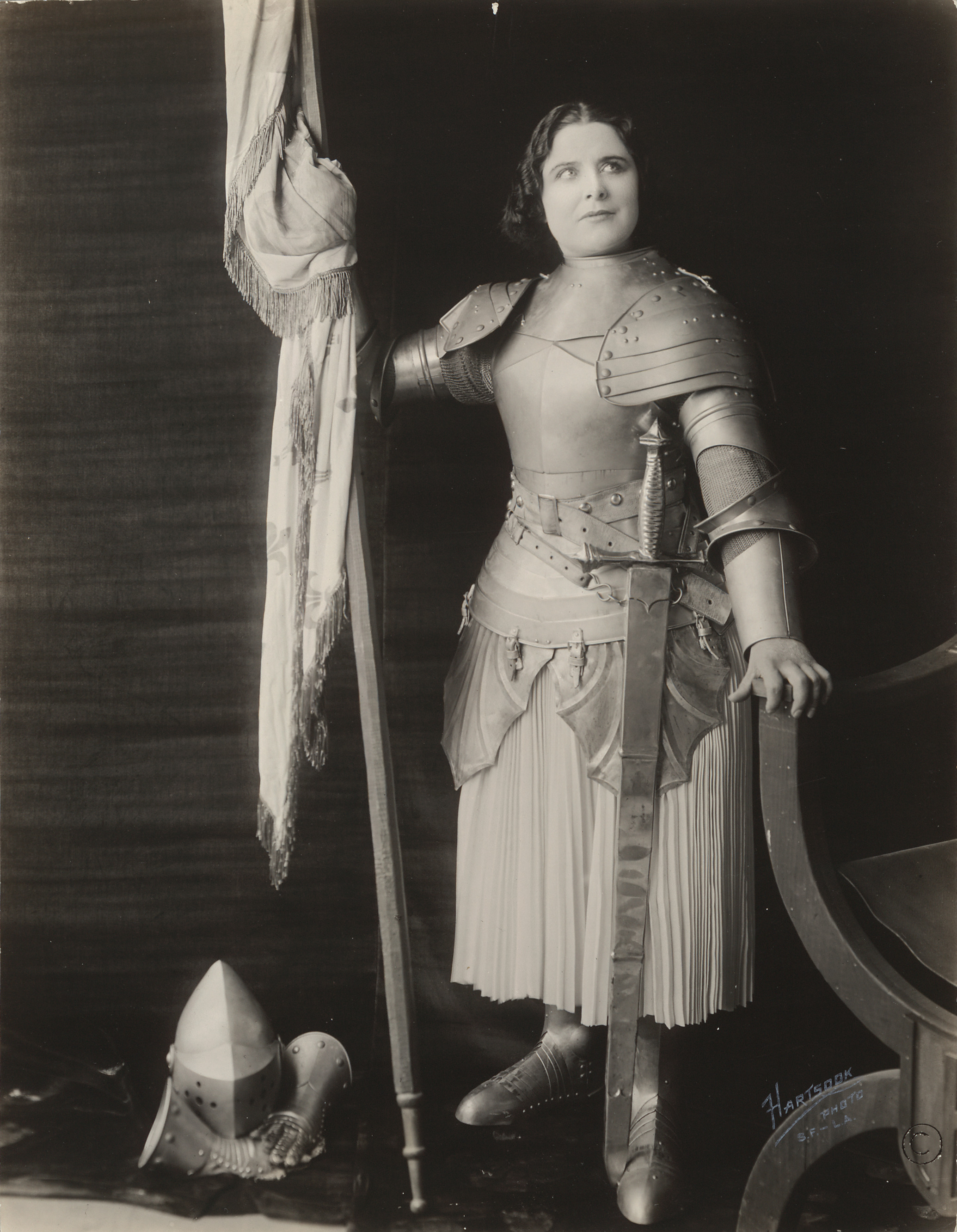
Geraldine Farrar als Jeanne d'Arc.
- Joan the Woman